# Shingo Katori
Shingo Katori, född 31 januari 1977, är en av medlemmarna i musikgruppen SMAP. Han kommer från Yokohama i Kanagawa prefektur i Japan. Katori syns ibland som underhållningsprofilen bland barn kallad Shingo Mama, har ett eget barnprogram, och har även släppt en egen singel under samma smeknamn.